# 多爾戈耶湖 (沙圖拉區)
55°30′3″N 39°50′56″E / 55.50083°N 39.84889°E
多爾戈耶湖（俄语：Долгое），是俄羅斯的湖泊，位於該國西部，由莫斯科州負責管轄，處於沙圖拉區，長2.5公里、寬1公里，面積2.19平方公里，最大水深4米。